# Mayo-Kani
Pour les articles homonymes, voir Mayo et Kani (homonymie).
Le Mayo-Kani est un département du Cameroun situé dans la région de l'Extrême-Nord. Son chef-lieu est Kaélé.
Maayo signifie « cours d'eau » en peul du Cameroun.

## Communes
Le département est découpé en 7 communes :
- Dziguilao localisé dans l'arrondissement de Taibong[3]
- Guidiguis
- Kaélé
- Mindif
- Moulvoudaye
- Moutourwa
- Touloum